# マルチャーナ
マルチャーナ（伊: Marciana）は、イタリア共和国トスカーナ州リヴォルノ県にある、人口約2,100人の基礎自治体（コムーネ）。エルバ島に所在する。

## 地理
ティレニア海に浮かぶエルバ島の7つのコムーネのうち、西部北側に位置する。

### 位置・広がり
隣接するコムーネは、
北東にマルチャーナ・マリーナ、東にポルトフェッラーイオ、南にカンポ・ネッレルバがある。

### 気候分類・地震分類
マルチャーナにおけるイタリアの気候分類 (it) および度日は、zona D, 1546 GGである。
また、イタリアの地震リスク階級 (it) では、zona 4 (sismicità molto bassa) に分類される。

## 行政

### 分離集落
マルチャーナには、以下の分離集落（フラツィオーネ）がある。
- Chiessi, Poggio, Pomonte, Procchio